# Orchestra Festival di Budapest
L'Orchestra Festival di Budapest (Ungherese: Budapesti Fesztiválzenekar) è stata costituita nel 1983 da Iván Fischer e Zoltán Kocsis, con musicisti "prelevati dalla crema dei giovani musicisti ungheresi", come scrisse The Times. Il suo scopo era quello di rendere i concerti dell'orchestra tra gli eventi più significativi della vita musicale ungherese e di dare a Budapest una nuova orchestra sinfonica di fama internazionale.

## Storia
Tra il 1992 e il 2000, estendendo i suoi lavori a un'intera stagione, il gruppo ha operato sotto l'egida del Comune di Budapest e della nuova Fondazione OFB, formata da quindici società e banche ungheresi e multinazionali. A partire dalla stagione 2000/2001, l'orchestra è stata gestita dalla Fondazione OFB, che il Comune di Budapest sostiene regolarmente con un contratto rinnovabile ogni cinque anni. Nel 2003 il Ministero dei Beni Culturali ha dichiarato l'orchestra un'istituzione nazionale sostenuta dallo stato.
L'Orchestra Festival è ora parte della vita musicale di Budapest ed è ospite frequente in luoghi come: Salisburgo (Festival estivo), Vienna (Musikverein, Wiener Konzerthaus), Lucerna (Festival), Montreux, Zurigo (Tonhalle), New York (Carnegie Hall, Avery Fisher Hall), Chicago, Los Angeles (Hollywood Bowl), San Francisco, Montréal, Tokyo (Suntory Hall), Hong Kong, Parigi (Théâtre des Champs-Élysées), Berlino, Monaco, Francoforte (Alte Oper), Londra (BBC Proms Festival, Barbican Centre, Royal Festival Hall), Firenze (Maggio Musicale), Roma (Accademia di Santa Cecilia), Amsterdam (Concertgebouw), Madrid, Atene, Copenaghen, Praga (Primavera di Praga), Bruxelles (Festival delle Fiandre) e Buenos Aires (Teatro Colón).
Dopo aver registrato su Hungaroton, Quintana, Teldec, Decca Records, Ponty e Berlin Classics, l'orchestra ha firmato un contratto discografico esclusivo con Philips Classics Records nel 1996. La sua registrazione di Il mandarino meraviglioso di Bartók ha ricevuto il Gramophone Award, mentre Diapason d'Or e Le Monde de la Musique l'hanno scelta come registrazione dell'anno. I dischi della Faust-Symphonie di Liszt e del Concerto per orchestra di Bartók sono stati scelti tra i cinque migliori dischi d'orchestra dell'anno dalla Gramophone. Nel 2003 l'OFB ha firmato un accordo di cooperazione con la Channel Classics Records.
Tra i musicisti che si sono esibiti con l'orchestra figurano: Sir Georg Solti (che è stato il direttore ospite onorario fino alla sua morte), Yehudi Menuhin, Kurt Sanderling, Eliahu Inbal, Charles Dutoit, Gidon Kremer, Sándor Végh, András Schiff, Heinz Holliger, Agnes Baltsa, Ida Haendel, Martha Argerich, Hildegard Behrens, Yuri Bashmet, Rudolf Barshai, Kiri Te Kanawa, Radu Lupu, Thomas Zehetmair, Vadim Repin, Helen Donath, Richard Goode.
Tra i progetti più importanti dell'orchestra, le sue produzioni d'opera sono state ampiamente acclamate: Il flauto magico (Budapest), Così fan tutte (Atene), Idomeneo (Budapest/Atene), Orfeo ed Euridice (Budapest/Bruxelles), Il turco in Italia (Parigi), il ciclo di opere che segna il 50º anniversario della morte di Bartók (Budapest, Bruxelles, Colonia, Parigi, New York), il ciclo delle sinfonie di Mahler per diversi anni (Budapest, Lisbona, Francoforte, Vienna), la serie di spettacoli per il centenario della morte di Brahms, un ciclo di Bartók-Stravinsky (Edimburgo, Londra, San Francisco, New York) e un ciclo di Liszt-Wagner nel gennaio 2004 (Budapest, Bruxelles, Londra). Nel 2005 l'orchestra ha lanciato l'annuale Budapest Mahlerfest.
L'orchestra ha eseguito molte anteprime mondiali e ungheresi (Ustvolskaia, Eötvös, Kurtág, Schönberg, Holliger, Tihanyi, Doráti, Copland, Adams).
L'orchestra inoltre commissiona regolarmente nuovi lavori (Zoltán Jeney, László Sáry, Kamilló Lendvay, Gregory Vajda, István Mártha, László Melis, László Vidovszky, László Tihanyi, György Orbán, István Láng, Levente Gyöngyösi).
L'orchestra ha sviluppato una serie regolare di concerti di musica da camera e orchestra da camera unitamente ai suoi principali concerti sinfonici. Gli eventi di musica da camera della domenica pomeriggio, i Cocoa Concerts per i bambini, la serie Haydn-Mozart, dove i solisti dei concerti sono membri dell'orchestra e le "Prove aperte al pubblico" con le introduzioni di Iván Fischer ai lavori che stanno per essere eseguiti sono diventati rapidamente i preferiti del pubblico musicale di Budapest.
Nel novembre 2008 la rivista Gramophone ha selezionato l'OFB al numero 9 tra le 20 migliori orchestre del mondo.
Fin dalla sua fondazione il direttore musicale dell'OFB è Iván Fischer.